# 8. září
8. září je 251. den roku podle gregoriánského kalendáře (252. v přestupném roce). Do konce roku zbývá 114 dní.

## Události

### Česko
- 1198 – Kníže Přemysl Otakar I. získal dědičně královský titul a Zlatou bulou sicilskou pak bylo pak vymezeno postavení českého krále vůči římské říši.
- 1723 – Alžběta Kristýna, manželka Karla VI., byla korunována českou královnou. Její korunovace proběhla o tři dny později než korunovace jejího manžela.
- 1884 – Antonín Dvořák zakoupil pro kostel ve Vysoké nové varhany
- 1905 – Ústřední jednota českých šachistů byla založena se sídlem v Praze, byl to první šachový svaz v Rakousku-Uhersku.
- 1922 – Byl založen fotbalový klub FC Baník Ostrava, původní název zněl SK Slezská Ostrava
- 1939 – Premiéra českého filmu Kristián režiséra Martina Friče s Oldřichem Novým v hlavní roli.
- 1943 – Nacisty byl popraven Julius Fučík, český spisovatel, novinář a politik.
- 1948 – Pohřeb Edvarda Beneše v Praze se stal první veřejnou manifestací odporu vůči komunistické vládě.
- 1951 – V Brně se konala světová premiéra baletu Král Ječmínek na hudbu Karla Horkého
- 1967 – V Praze byla zahájena stavba dálnice Praha-Bratislava
- 1968 – Čeští komunisté očistili popraveného generálního tajemníka Rudolfa Slánského po tom, co ho soud rehabilitoval už v roce 1963
- 1972 – Premiéra pohádkové filmové komedie o mladé čarodějnici Saxaně Dívka na koštěti s Petrou Černockou v hlavní roli. Režisérem filmu byl Václav Vorlíček
- 1999 – Pět milionů korun za „odstranění Václava Klause – v naší zemi škodné číslo l" nabídl vydavatel inzertního titulu Annonce Josef Kudláček.
- 2018 – Český letecký akrobat Roman Kramařík po 46 dnech jako první Čech oblétl zeměkouli v jednomotorové Cessně P210N a nalétal přitom více než 40 000 kilometrů.

### Svět
- 1793 – V bitvě u Hondshoote během Velké francouzské revoluce zvítězili Francouzi nad Brity a Rakušany.
- 1941 – Začátek obléhání Leningradu německými vojsky.
- 1943 – Byla zveřejněna kapitulace Itálie, kterou italský premiér Badoglio podepsal 3. září.
- 1944 – Začala Karpatsko-dukelská operace.
- 1946 – V Bulharsku proběhlo referendum ve kterém se 92,72 % obyvatel rozhodlo pro zrušení monarchie a ustanovení republiky.
- 1948 – Byl přijat státní znak Severní Koreje.
- 1968 – Polák Ryszard Siwiec se upálil na protest proti invazi armád Varšavské smlouvy do Československa na varšavském Stadionu Desetiletí.

## Narození

### Česko

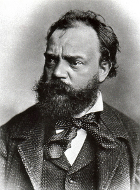
Antonín Dvořák (* 1841)

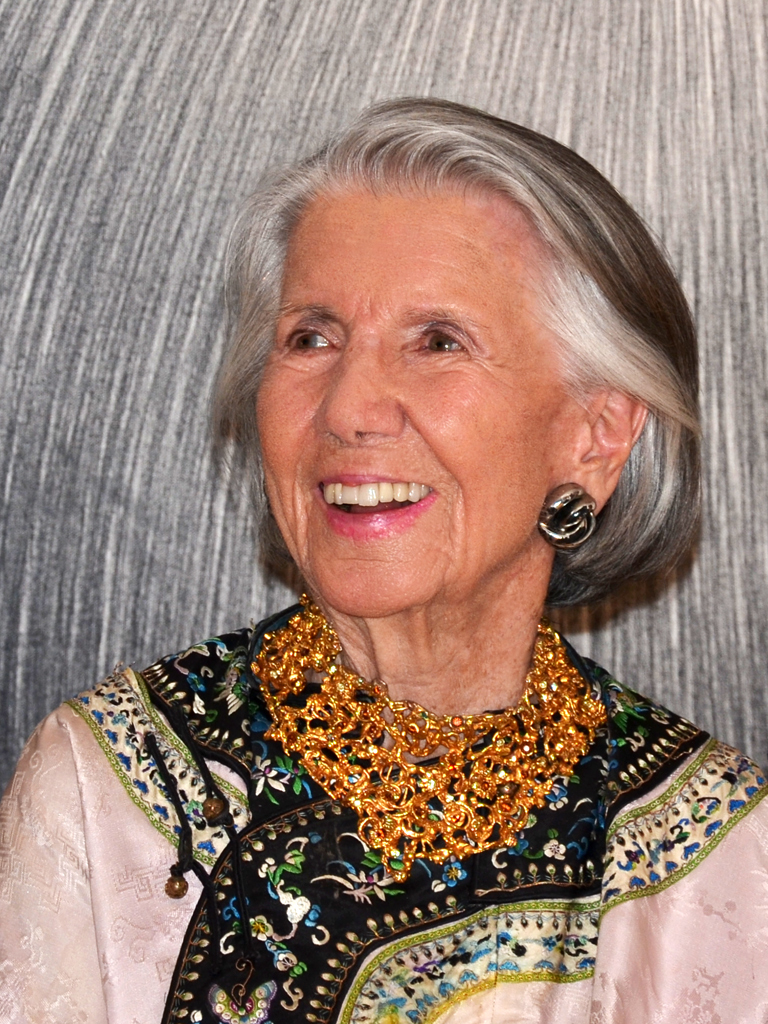
Meda Mládková (* 1919)

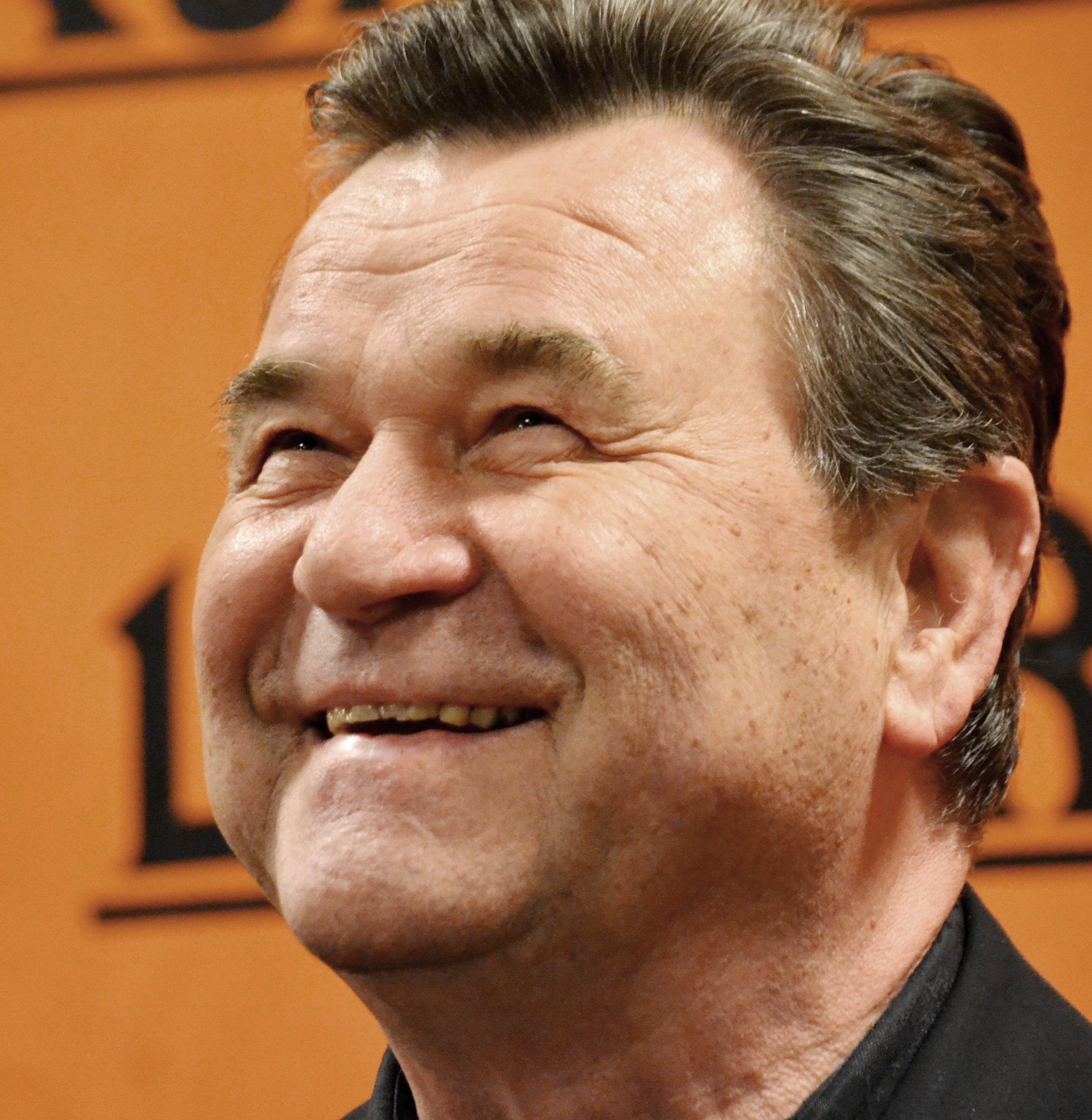
Václav Postránecký (* 1943)

- 1716 – Karel Traugott Skrbenský z Hříště, šlechtic a přísedící zemského soudu knížectví Opavského († 28. února 1790)
- 1754 – Josef Mader, český právník a numismatik († 25. prosince 1815)
- 1781 – Ferdinand Maria Chotek, šlechtic a arcibiskup († 5. září 1836)
- 1831 – Bedřich Kamarýt, kněz, malíř a spisovatel († 21. května 1911)
- 1839 – Antonín Petrof, podnikatel, zakladatel firmy Petrof († 9. srpna 1915)
- 1841 – Antonín Dvořák, hudební skladatel († 1. května 1904)
- 1857 – Alois Koldinský, poslanec Českého zemského sněmu a starosta Smíchova († 28. března 1934)
- 1871 – František Modráček, československý politik († 23. března 1960)
- 1873 – Josef Koždoň, politik († 7. prosince 1949)
- 1879 – Rudolf Chlup, hudební skladatel († 12. listopadu 1961)
- 1882 – Alberto Vojtěch Frič, cestovatel, etnograf, „lovec kaktusů“ a spisovatel († 4. prosince 1944)
- 1897
  - Ctibor Blattný, botanik a fytopatolog († 15. prosince 1978)
  - Ivan Borkovský, archeolog ukrajinského původu († 17. března 1976)
- 1899 – Karel Kašpařík, fotograf († 20. října 1968)
- 1906 – Stanislav Zuvač, příslušník výsadku Potash († 23. listopadu 1962)
- 1915
  - Ludmila Pelikánová, herečka a recitátorka († 6. října 1993)
  - Jan Smudek, hrdina protinacistického odboje († 17. listopadu 1999)
- 1917 – Leopold Šrom, stíhací pilot RAF († 17. října 1968)
- 1919 – Meda Mládková, sběratelka umění († 3. května 2022)
- 1920 – Václav Pavel Borovička,spisovatel a televizní scenárista († 15. června 2004)
- 1923
  - Vladimír Rocman, malíř, ilustrátor, grafik, typograf a fotograf († 28. dubna 2016)
  - Bořivoj Čelovský, historik a filozof († 12. února 2018)
- 1925 – Oldřich Sirovátka, slovesný folklorista a etnograf († 31. července 1992)
- 1930 – Milan Vošmik, filmový režisér († 23. prosince 1969)
- 1936 – Zdeněk Pulec, trombónista, zpěvák a hudební pedagog († 12. června 2010)
- 1937 – Josef Panáček, střelec a olympionik, který získal zlatou medaili ve skeetu na OH 1976 († 5. dubna 2022)
- 1939 – Antonín Molčík, herec († 18. dubna 2014)
- 1943 – Václav Postránecký, herec a režisér († 7. května 2019)
- 1948 – Josef Šimon, básník († 2. října 2018)
- 1949
  - Marie Valtrová, divadelní historička a publicistka
  - Pepa Streichl, ostravský bluesový a folkový písničkář († 11. srpna 2013)
- 1954 – Vladimír T. Gottwald, herec, spisovatel, dramatik, kreslíř a publicista
- 1955 – Jiří Tabák, gymnasta, držitel bronzové medaile z OH v Moskvě 1980
- 1985 – Petr Leyer, právník a ředitel Transparency International ČR
- 1990 – Michal Kempný, lední hokejista
- 1996 – David Sklenička, lední hokejista

### Svět

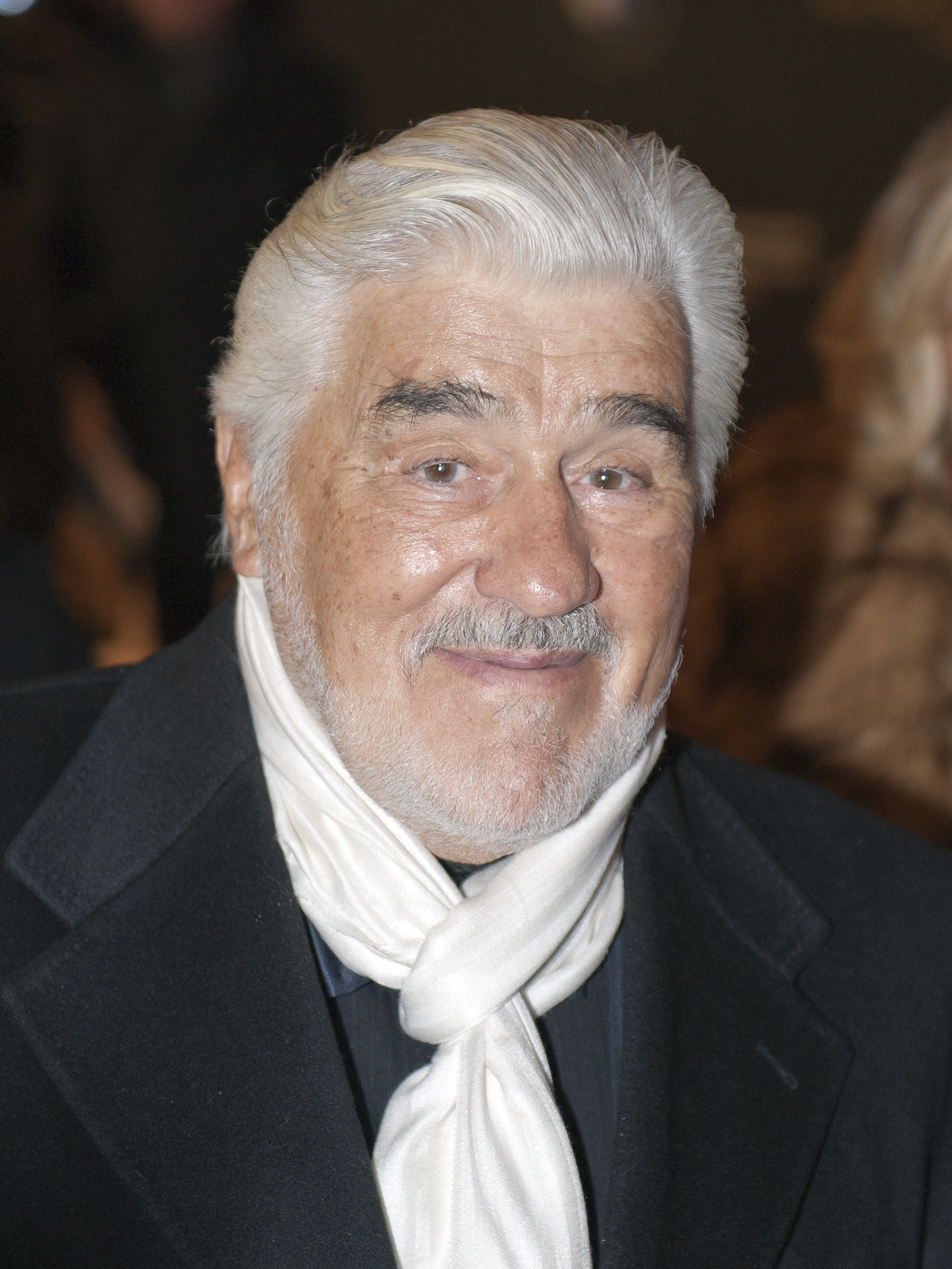
Mario Adorf (* 1930)

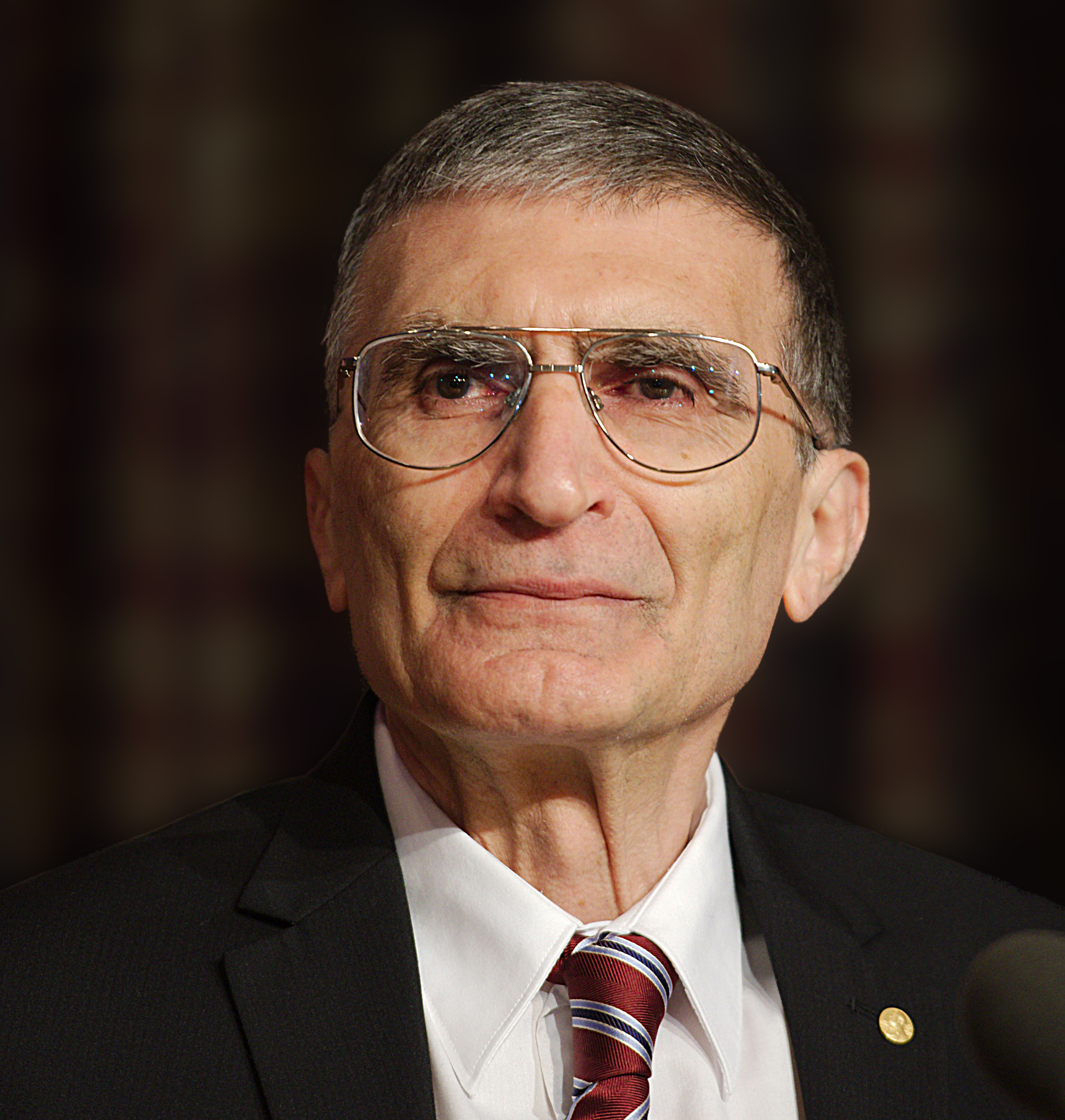
Aziz Sancar (* 1946)

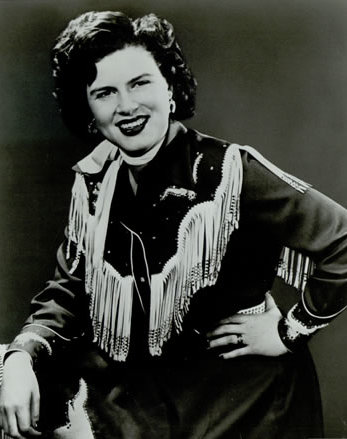
Patsy Cline (* 1932)

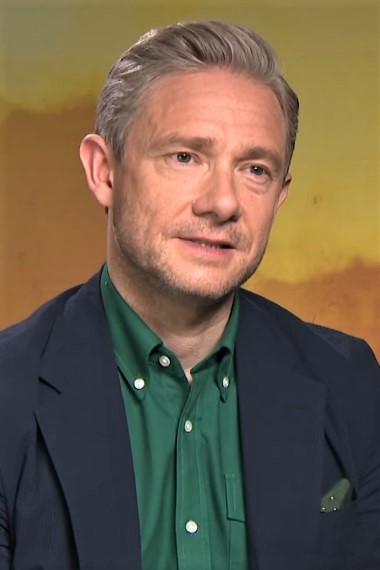
Martin Freeman (* 1971)

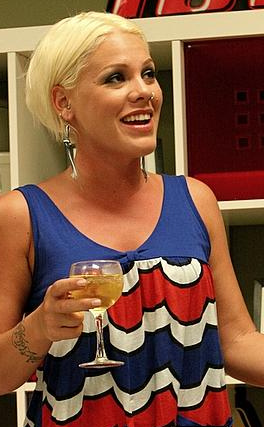
P!nk (* 1979)

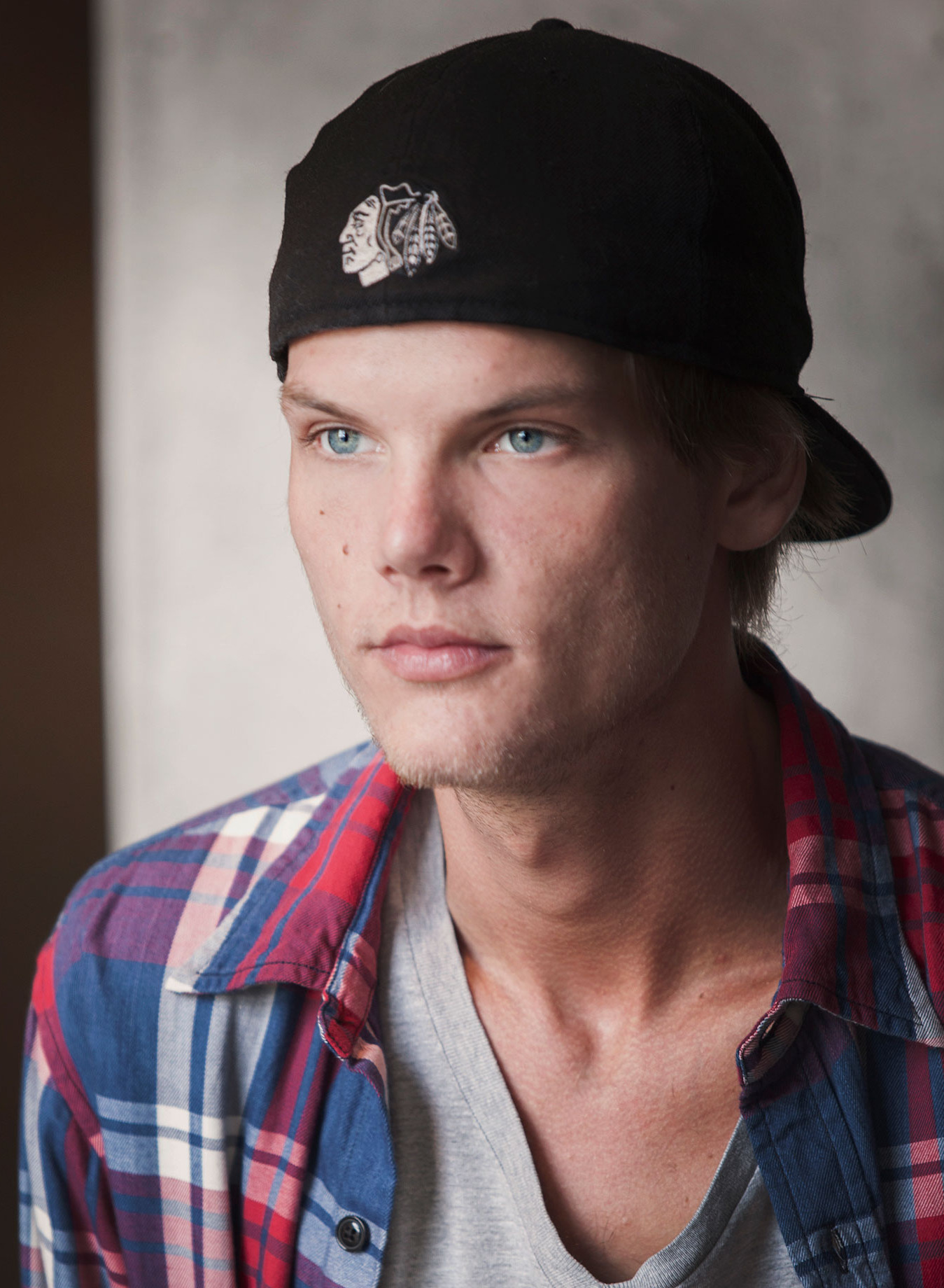
Avicii (* 1989)

- 0064 – Julia Flavia, dcera římského císaře Tita († 91)
- 1157
  - Richard I. Lví srdce, anglický král († 6. dubna 1199)
  - Alexander Neckam, anglický filosof († 1217)
- 1209 – Sancho II. Portugalský, portugalský král († 4. ledna 1248)
- 1588 – Marin Mersenne, francouzský teolog, filozof, matematik, fyzik a muzikolog († 1. září 1648)
- 1621 – Ludvík II. Bourbon-Condé, francouzský šlechtic a vojevůdce († 11. prosince 1686)
- 1633 – Ferdinand IV. Habsburský, král římský, král český a uherský († 1654)
- 1698 – Frederika Šarlota Hesensko-Darmstadtská, německá šlechtična a princezna († 22. března 1777)
- 1767 – August Wilhelm Schlegel, německý literární historik, překladatel, spisovatel, indolog a filozof († 1845)
- 1778 – Clemens Brentano, německý básník († 28. července 1842)
- 1779 – Mustafa IV., turecký paša a sultán († 15. listopadu 1808)
- 1783
  - Nikolaj Frederik Severin Grundtvig, dánský učitel, spisovatel, historik a politik († 2. září 1872)
  - August Friedrich Schweigger, německý přírodovědec († 28. července 1821)
- 1799 – Jovan Hadžić, zakladatel Matice srbské († 4. května 1869)
- 1804 – Eduard Mörike, německý básník a spisovatel († 4. června, 1875)
- 1830 – Frédéric Mistral, francouzský básník († 1914)
- 1831 – Wilhelm Raabe, německý spisovatel († 15. listopadu 1910)
- 1836 – Victor Widmann-Sedlnitzky, předlitavský politik († 25. ledna 1886)
- 1838 – Carl Weyprecht, německý geofyzik († 29. března 1881)
- 1861 – Percy John Heawood, britský matematik († 24. ledna 1955)
- 1864 – Jakob von Uexküll, estonsko-německý biolog († 1944)
- 1865 – Abraham Isaac Kook, židovský myslitel († 1. září 1935)
- 1873 – Alfred Jarry, francouzský spisovatel, autor Krále Ubu († 1907)
- 1881 – Harry Hillman, americký sprinter, trojnásobný olympijský vítěz († 9. srpna 1945)
- 1897
  - Wilfred Bion, britský psychoanalytik († 8. listopadu 1979)
  - Jimmie Rodgers, americký country skladatel a zpěvák († 26. května 1933)
- 1900 – Miha Marinko, slovinský politik († 19. srpna 1983)
- 1904 – Yves Giraud-Cabantous francouzský automobilový závodník († 30. března 1973)
- 1912 – Vladimir Nikolajevič Alexejev, sovětský námořní velitel a admirál († 24. července 1999)
- 1914 – Marie Františka Orleánská z Braganzy, vévodkyně z Braganzy, titulární císařovna brazilská († 15. ledna 1968)
- 1918 – Derek Barton, anglický chemik († 16. března 1998)
- 1919 – Arthur Guyton, americký fyziolog († 3. dubna 2003)
- 1925
  - Peter Sellers, anglický herec a komik, představitel Růžového pantera († 24. července 1980)
  - Pavel Žiburtovič, sovětský hokejista († 21. února 2006)
- 1927
  - Gabdulchaj Achatov, sovětský lingvista († 25. listopadu 1986)
  - Harlan Howard, americký textař country († 3. března 2002)
- 1930
  - Mario Adorf, německý herec, spisovatel a zpěvák
  - Árpád Pusztai, maďarský biochemik († 17. prosince 2021)
- 1931 – Marion Brown, americký saxofonista († 18. října 2010)
- 1932 – Patsy Cline, americká zpěvačka († 5. března 1963)
- 1933 – Michael Frayn, anglický spisovatel
- 1934 – Peter Maxwell Davies, britský hudební skladatel, dirigent, pedagog († 14. března 2016)
- 1935
  - Jörg Konrad Hoensch, německý bohemista, historik a univerzitní profesor († 24. března 2001)
  - Teddy Mayer, americký podnikatel, bývalý šéf týmu formule 1 McLaren († 30. ledna 2009)
- 1938 – José Augusto Torres, portugalský fotbalista († 3. září 2010)
- 1943 – Alois Bierl, německý veslař, olympijský vítěz
- 1945 – Vinko Puljić, bosenský kardinál
- 1946 – Aziz Sancar, turecko-americký biochemik, Nobelova cena za chemii 2015
- 1947
  - Amos Biwott, keňský olympijský vítěz na trati 3000 metrů překážek
  - Halldór Ásgrímsson, islandský premiér († 18. května 2015)
- 1951 – Franciszek Gągor, náčelník polského generálního štábu († 10. dubna 2010)
- 1952 – Joachim Knychała polsky sériový vrah († 21. května 1985)
- 1953 – Vjačeslav Moše Kantor, předseda Evropského židovského kongresu
- 1954 – Michael Shermer, americký historik vědy
- 1955 – Valerij Gerasimov, náčelník generálního štábu ozbrojených sil Ruské federace
- 1956
  - Helmut Böttiger, německý spisovatel
  - Mick Brown, americký rockový bubeník
  - Sergej Alexandrovič Žukov, ruský vědec
- 1959 – Doug Scarratt, britský kytarista
- 1962 – Thomas Kretschmann, německý herec
- 1969 – Gary Speed, waleský fotbalista a trenér († 2011)
- 1970 – Neko Case, americká zpěvačka
- 1971
  - Martin Freeman, britský herec
  - Ján Pardavý, slovenský hokejista
- 1972 – Os du Randt, jihoafrický ragbista
- 1974 – Marek Uram, slovenský hokejista
- 1975 – Jelena Lichovcevová, ruská tenistka
- 1979 – Pink, americká zpěvačka, textařka a skladatelka
- 1980 – Mbulaeni Mulaudzi, jihoafrický atlet († 2014)
- 1983
  - Diego Benaglio, švýcarský fotbalový brankář
  - Peter Kauzer, slovinský vodní slalomář
- 1987 – Illja Marčenko, ukrajinský tenista
- 1988 – Gustav Schäfer, německý hudebník, člen skupiny Tokio Hotel
- 1989
  - Avicii, švédský DJ, remixer a hudební producent († 2018)
  - Bernard Foley, australský ragbista
- 1994 – Bruno Fernandes, portugalský fotbalista
- 1999 – Ellie Kildunneová, anglická ragbistka
- 2002 – Gaten Matarazzo, americký herec známý ze seriálu Stranger Things

## Úmrtí

### Česko

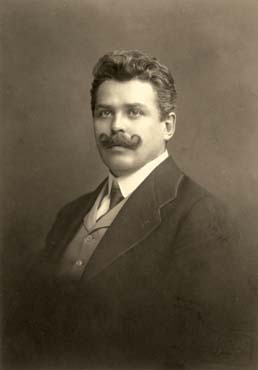
Jan Janský († 1921)

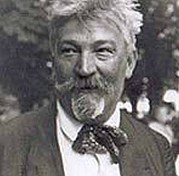
František Úprka († 1929)

- 1548 – Jan IV. z Pernštejna, moravský zemský hejtman (* 14. listopadu 1487)
- 1721 – Michal Jan Josef Brokoff, český sochař (* 28. dubna 1686)
- 1875 – Jindřich Niederle, český filolog a překladatel z řečtiny (* 29. října 1840)
- 1889 – František Nečásek, český spisovatel (* 20. srpna 1811)
- 1899 – Václav Hugo Zavrtal, skladatel, vojenský kapelník a klarinetista (* 31. srpna 1821)
- 1905 – Václav Antonín Crha, novinář a spisovatel (* 27. září 1836)
- 1915 – František Adolf Šubert, český dramatik a ředitel Národního divadla (* 27. březen 1849)
- 1921 – Jan Janský, objevitel čtyř základních krevních skupin (* 3. dubna 1873)
- 1929 – František Úprka, český sochař (* 26. února 1868)
- 1939 – Josef Wenig, český malíř, jevištní a kostýmní výtvarník (* 12. února 1885)
- 1941 – Otokar Fierlinger, zahradní architekt (* 21. května 1888)
- 1948 – Hynek Kubát, kladenský hudební pedagog a dirigent (* 19. srpna 1871)
- 1969 – Naďa Hajdašová, česká baletní sólistka (* 26. února 1914)
- 1974
  - Vratislav Čech, československý fotbalový reprezentant (* 22. února 1912)
  - František Alexander Elstner, cestovatel a spisovatel (* 11. dubna 1902)
- 1981 – Josef Jiří Kamenický, malíř (* 11. listopadu 1910)
- 1986 – Vladimír Janoušek, sochař a malíř (* 30. ledna 1922)
- 1990 – Antonín Závodný, skladatel lidové hudby (* 2. března 1922)
- 1993 – Quido Záruba, stavební inženýr, geolog (* 18. června 1899)
- 1995 – František Nepil, český spisovatel (* 10. února 1929)
- 1997 – Vladimír Sommer, český hudební skladatel (* 28. února 1921)
- 2005 – Milena Hübschmannová, česká romistka (* 1933)
- 2006 – Vilma Nováčková, herečka (* 25. října 1922)
- 2014
  - Jiří Kovtun, spisovatel (* 25. dubna 1927)
  - Jaroslav Kašpar, český historik (* 3. června 1929)
- 2015 – Marie Spurná, česká herečka (* 28. dubna 1949)
- 2018 – Milan Špůrek, geolog, astrolog a publicista (* 22. května 1938)
- 2024 – Jan Fojtík, český novinář a politik (* 1. března 1928)

### Svět

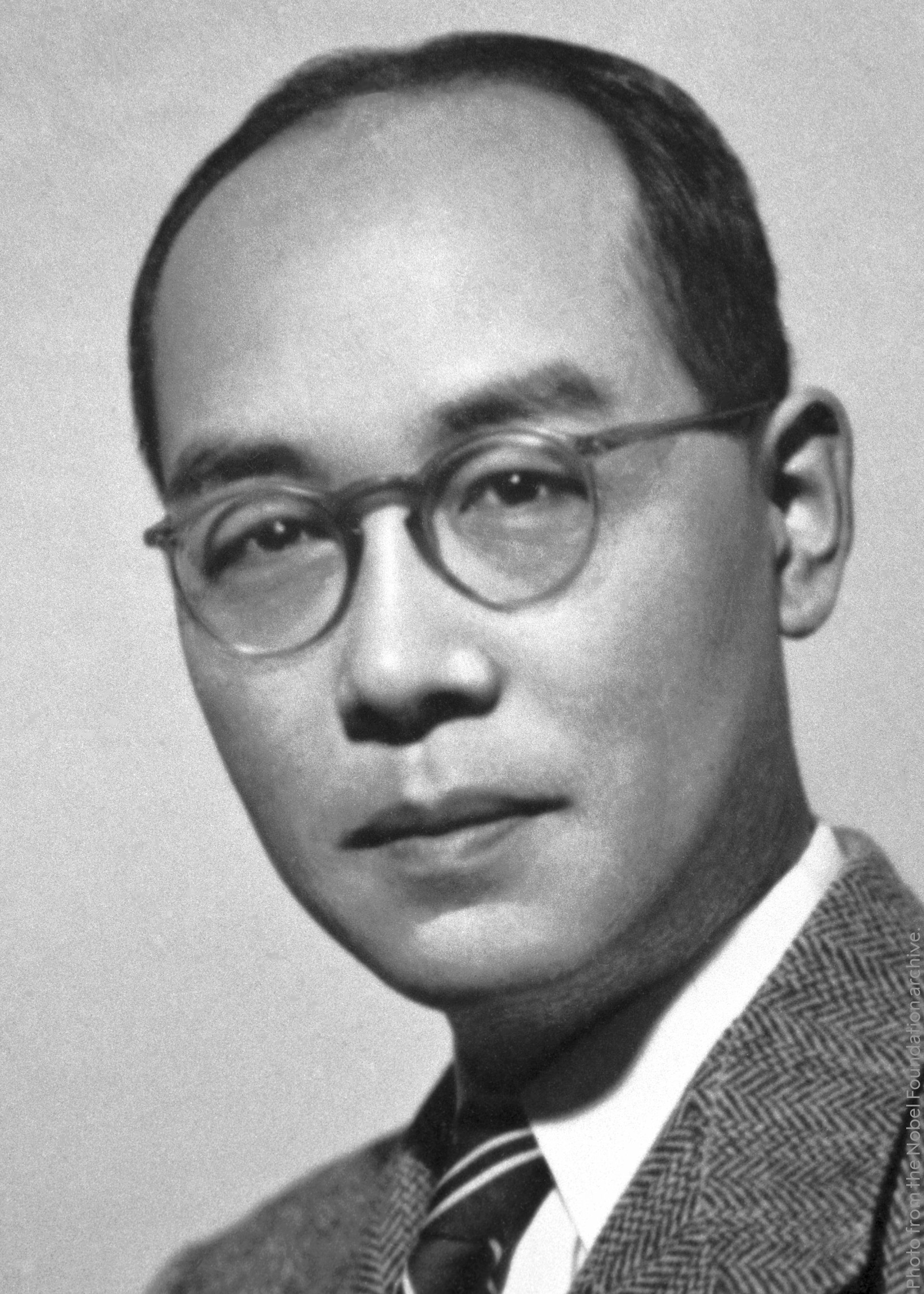
Hideki Jukawa († 1981)

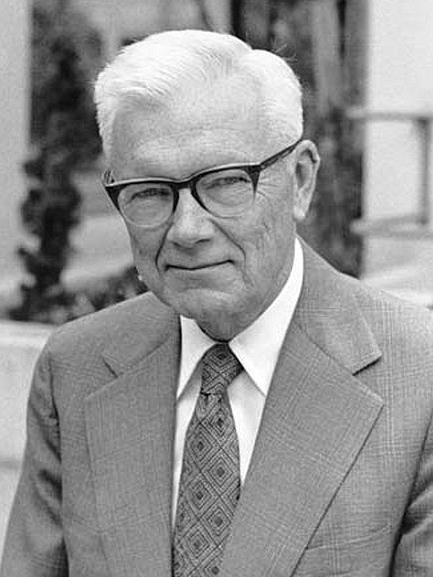
Paul Flory († 1985)

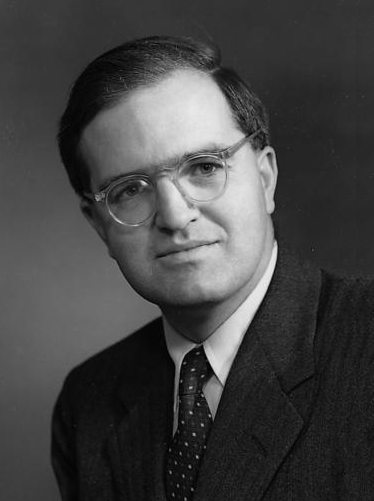
Aage Niels Bohr († 2009)

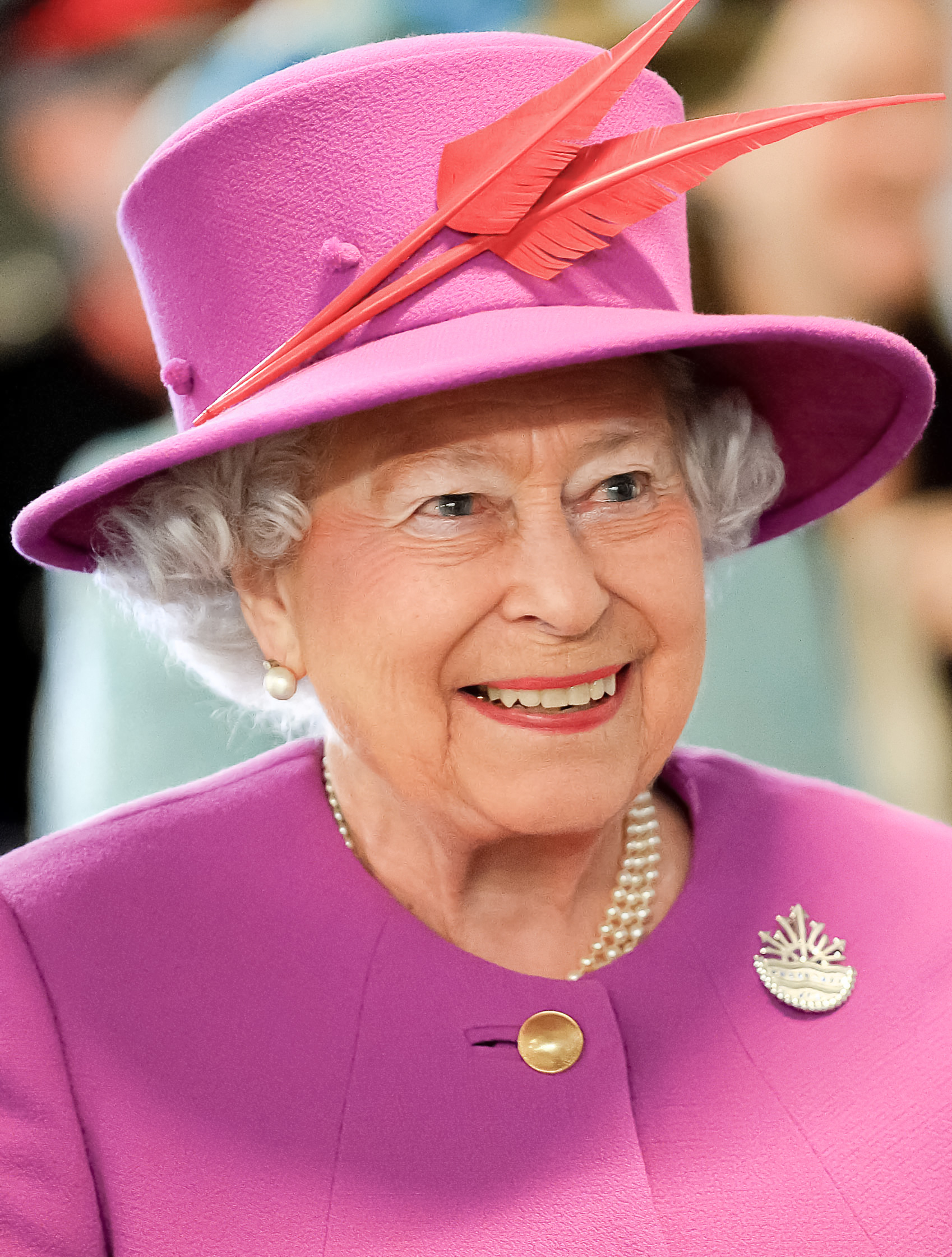
Alžběta II. († 2022)

- 1100 – Klement III. (vzdoropapež), italský duchovní a vzdoropapež (* 1029)
- 1148 – Vilém ze Saint-Thierry, mystik a autor duchovních knih (* 1075)
- 1555 – Svatý Tomáš z Villanovy, arcibiskup ve Valencii (* 1486)
- 1611 – Carlo Gesualdo, italský renesanční šlechtic, hudebník a skladatel (* 8. března 1566)
- 1637 – Robert Fludd, anglický lékař a alchymista (* 17. ledna 1574)
- 1645 – Francisco de Quevedo, španělský spisovatel (* 14. září 1580)
- 1654 – Svatý Petr Claver, jezuitský misionář v Kolumbii (* 1580)
- 1675 – Amálie zu Solms-Braunfels, manželka nizozemského místodržitele Frederika Hendrika Oranžského (* 31. srpna 1602)
- 1682 – Jan Caramuel z Lobkovic, španělský biskup, učenec, spisovatel, diplomat a válečník (* 23. května 1606)
- 1761 – Bernard Forest de Bélidor, francouzský inženýr, průkopník hydrauliky (* 1698)
- 1774 – Anna Kateřina Emmerichová, německá mystička, vizionářka a stigmatička († 1824)
- 1811 – Peter Simon Pallas, německý zoolog a botanik (* 22. září 1741)
- 1814 – Marie Karolína Habsbursko-Lotrinská, rakouská arcivévodkyně, dcera Marie Terezie (* 13. srpna 1752)
- 1854 – Elijah Williams, anglický šachový mistr (* 7. října 1809)
- 1862 – Ignacio Zaragoza, mexický politik a vojevůdce (* 25. března 1829)
- 1870 – Nils Ericson, švédský inženýr, stavitel a voják (* 31. ledna 1802)
- 1882 – Joseph Liouville, francouzský matematik (* 24. března 1809)
- 1894 – Hermann von Helmholtz, německý fyziolog, lékař a matematik (* 31. srpen 1821)
- 1895
  - Adam Opel, zakladatel společnosti Opel (* 9. května 1837)
  - Friedrich Gottlob Keller, německý vynálezce (* 27. června 1816)
- 1915 – Hugo Schiff, německý chemik (* 26. dubna 1834)
- 1918 – bl. František Maria od Kříže, německý katol. kněz a zakladatel salvatoriánů (* 16. června 1848)
- 1922 – Léon Bonnat, francouzský malíř (* 20. června 1833)
- 1924 – Helena Rakousko-Toskánská, rakouská arcivévodkyně a vévodkyně württemberská (* 30. října 1903)
- 1933 – Fajsal I., králem Velké Sýrie a Iráku (* 20. května 1883)
- 1943 – Julius Fučík, český spisovatel, popraven (* 23. února 1903)
- 1949 – Richard Strauss, německý hudební skladatel (* 11. června 1864)
- 1953 – Frederick M. Vinson, americký právník a předseda Nejvyššího soudu USA (* 22. ledna 1890)
- 1954 – André Derain, francouzský malíř a sochař (* 10. června 1880)
- 1960 – Oscar Pettiford, americký kontrabasista a violoncellista (* 30. září 1922)
- 1963 – Maurice Wilks, britský automobilový a letecký inženýr (* 19. srpna 1904)
- 1965 – Hermann Staudinger, německý lékárník, Nobelova cena za chemii (* 23. března 1881)
- 1967
  - Juliusz Rómmel, polský generál (* 3. června 1881)
  - Kira Kirillovna Ruská, dcera velkoknížete Kirilla Vladimiroviče Romanova (* 9. května 1909)
- 1969
  - Emil Leeb, generál dělostřelectva nacistického Německa (* 17. června 1881)
  - Alexandra David-Néelová, francouzská cestovatelka, buddhistka a spisovatelka. (* 24. října 1868)
- 1970 – Percy Spencer, americký konstruktér a vynálezce (* 9. července 1894)
- 1976 – Clarice Beniniová, italská šachistka (* 8. ledna 1905)
- 1978
  - Pančo Vladigerov, bulharský hudební skladatel a klavírista (* 13. března 1899)
  - Ricardo Zamora, španělský fotbalista (* 21. ledna 1901)
- 1980 – Willard Libby, americký fyzikální chemik, Nobelova cena za chemii 1960 (* 17. prosince 1908)
- 1981 – Hideki Jukawa, japonský fyzik, nositel Nobelovy ceny (* 1907)
- 1982 – Muhamad Abdulláh, kašmírský politik (* 5. prosince 1905)
- 1983 – Ibrahim Abboud, prezident Súdánu (* 26. října 1900)
- 1985
  - Paul John Flory, americký chemik, Nobelova cena 1974 (* 19. června 1910)
  - John Franklin Enders, americký bakteriolog, virolog a parazitolog, Nobelova cena za fyziologii a lékařství 1954 (* 10. února 1897)
  - Ana Mendieta, kubánská výtvarnice (* 18. listopadu 1948)
- 1987 – František Gibala, slovenský sochař (* 5. dubna 1912)
- 1990 – Sven Rosendahl, švédský spisovatel (* 7. dubna 1913)
- 1991 – Alex North, americký hudební skladatel (* 4. prosince 1910)
- 1996 – Ernst T. Krebs, americký biochemik (* 17. května 1911)
- 2003 – Leni Riefenstahlová, německá filmová režisérka, športová šampionka, tanečnice, herečka a fotografka (* 1902)
- 2008 – Hector Zazou, francouzský hudební skladatel a producent (* 1948)
- 2009
  - Aage Niels Bohr, dánský fyzik, nositel Nobelovy ceny (* 19. června 1922)
  - Mike Bongiorno, americký a italský televizní moderátor (* 26. května 1924)
- 2010 – Hadley Caliman, americký saxofonista (* 12. ledna 1932)
- 2012 – Thomas Szasz, americký psychiatr (* 15. dubna 1920)
- 2014 – Gerald Wilson, americký jazzový hudebník (* 4. září 1918)
- 2015 – Joost Zwagerman, nizozemský spisovatel (* 18. listopadu 1963)
- 2021 – Dietmar Lorenz, německý judista (* 23. září 1950)
- 2022 – Alžběta II., královna Spojeného království (* 21. dubna 1926)

## Svátky

### Česko
- Mariana
- Miriam

### Svět
- Mezinárodní den gramotnosti
- Římskokatolická církev slaví svátek Narození Panny Marie
- Andorra: Svátek Panny Marie
- Almegeský městský festival (7.–8. září)
- Guinea: Den nezávislosti
- Mauricius: Festival podzimu
- Uganda: Den republiky
- KLDR: Národní den
- Jižní Korea: Díkuvzdání
- Malta: Vzpomínka druhého obléhání

## Pranostiky

### Česko
- Jaké počasí na narození Panny Marie, takové potrvá čtyři neděle.
- Jaké počasí o Panny Marie narození, takové bude osm neděl.
- Neprší-li o Marie narození. bude suchý podzim.
- Na Panny Marie narození vlaštovek shromáždění.
- Panny Marie narození – vlaštoviček rozloučení.
- O Marie narození vlaštovek tu více není.
- Narození Panny Marie – co má studenou krev, se do země zaryje.
- Matka Boží hlávku (= zelí) složí.
- Na Marie svátek ozejvá se mlátek (mlácení obilí).
- Panna Marie na zasvěcený den zavádí dělníky do vinice ven.

| 8. září v pražském KlementinuÚdaje jsou platné k 11. 3. 2025. | 8. září v pražském KlementinuÚdaje jsou platné k 11. 3. 2025. | 8. září v pražském KlementinuÚdaje jsou platné k 11. 3. 2025. |
| minimum                                                       | denní průměr                                                  | maximum                                                       |
| ------------------------------------------------------------- | ------------------------------------------------------------- | ------------------------------------------------------------- |
| 4,3 °C (1855)                                                 | 16,0 °C (od 1961)                                             | 31,2 °C (2024)                                                |